# Nanxiang
Nanxiang är en köping i Kina. Den ligger i Jiading i storstadsområdet Shanghai, i den östra delen av landet, omkring 15 kilometer nordväst om den centrala stadskärnan. Antalet invånare är 139 845. Befolkningen består av 63 436 kvinnor och 76 409 män. Barn under 15 år utgör 7,0 %, vuxna 15-64 år 85 %, och äldre över 65 år 6,0 %.